# Allopati
Allopati Allopatisk medicin er et udtryk, der almindeligvis anvendes af tilhængere af alternativ medicin, til at henvise til moderne videnskabelig lægevidenskab, såsom brug af farmakologisk aktive ingredienser eller fysiske interventioner til behandling eller undertrykke symptomer eller patofysiologiske sygdomsprocesser eller tilstande. Udtrykket blev opfundet i 1810 af skaberen af homøopati, Samuel Hahnemann (1755-1843). I disse kredse, bruges udtrykket "allopatiske medicin" stadig til at henvise til "den brede kategori af medicinsk praksis, der er undertiden kaldes Vestlig medicin, biomedicin, evidens-baseret medicin, eller moderne medicin".